# Attributi araldici di smalto
Gli attributi araldici di smalto sono quelli che definiscono lo smalto (colore, metallo o pelliccia) con cui una pezza o figura compare in uno stemma.
In questa categoria si possono far rientrare anche gli attributi che definiscono il campo quando è seminato (detto anche sparso) di figure uguali tutte dello stesso smalto, ripetute in file parallele sfalsate tra loro con un passo pari alla metà della distanza tra due figure adiacenti. Nei campi definiti da un seminato è essenziale che le figure che si trovano sui lati dello scudo siano tagliate dai bordi; se invece rimangono integre si deve allora blasonare il numero esatto di figure.
Gli attributi più usati sono:

## A

### Addenaiato
Addenaiato è un termine utilizzato in araldica per indicare un elemento sparso di bisanti.
In molte blasonature si trova il termine bisantato, più direttamente correlato all'originale francese. Oltre allo scudo si possono trovare banda, fascia, scaglione e lambello addenaiati.

Bordura bisantata di dodici pezzi (famiglia Gozzadini)
Bordura d'azzurro bisantata d'oro (famiglia Pio di Carpi)

### Bigliettato

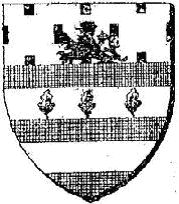
Capo bigliettato
D'azzurro, plintato d'oro (Franca Contea, Francia)
D'argento, seminato di plinti di nero (Chiablese, Francia)
D'argento plintato d'azzurro, al leone con la coda forcata dello stesso, armato e lampassato di rosso (Leuze-en-Hainaut, Belgio)

### Del campo

D'argento, a una croce rossa, accantonata da quattro teste di moro attortigliate del campo (Regno di Sardegna)
D'argento, ad un castello di rosso, aperto e finestrato del campo (Stemma di Sesto San Giovanni)
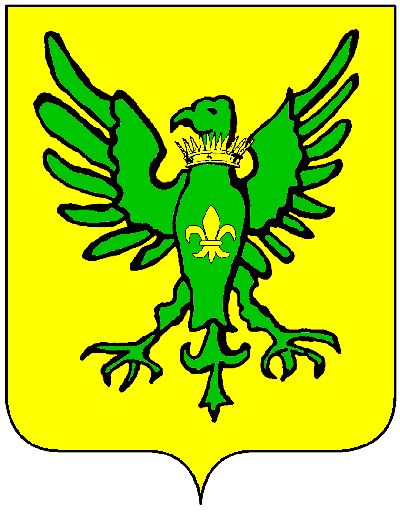
D'oro, ad un'aquila verde caricata di un giglio del campo
Di rosso, a una banda allargata d'oro, caricata di un orso passante di nero, allumato d'argento, armato, lampassato e immaschito del campo (Berna, Svizzera)
D'argento, all'elefante di nero, allumato del campo, difeso, unghiato e gualdrappato d'oro e sostenente una torre di rosso, aperta e finestrata del secondo
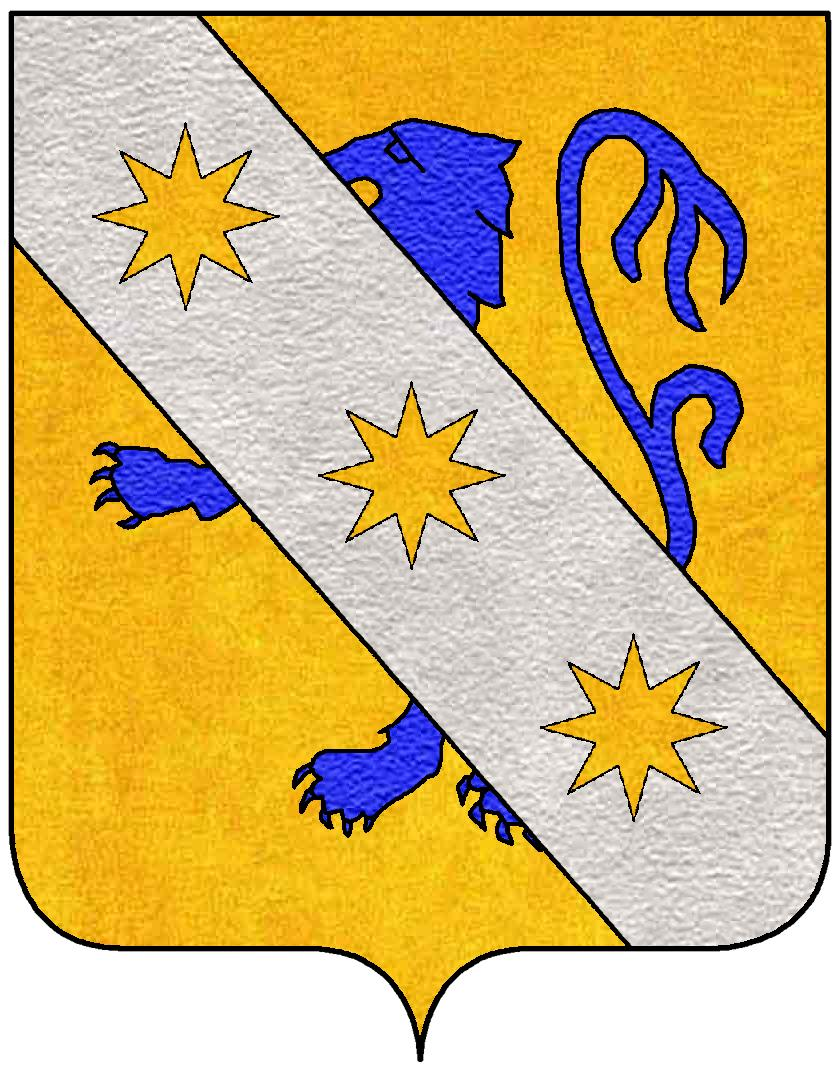
D'oro, al leone d'azzurro, alla banda attraversante d'argento caricata di tre stelle a otto punte del campo

### Del medesimo (dello stesso)

Croce d'argento, accantonata nel quarto cantone da una torre dello stesso
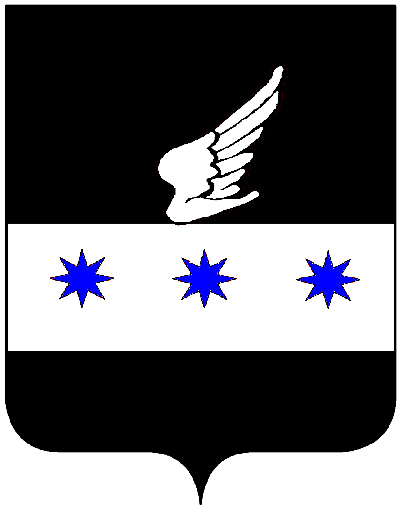
Mezzo volo destro spiegato d'argento, movente da una fascia abbassata del medesimo
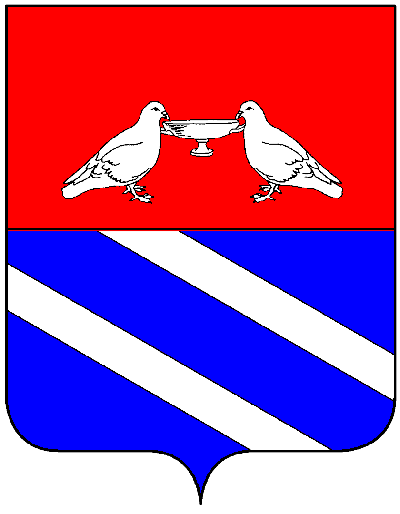
Due colombe affrontate d'argento, che bevono ad una stessa coppa del medesimo
Levriere rampante d'oro, collarinato dello stesso

### Del secondo

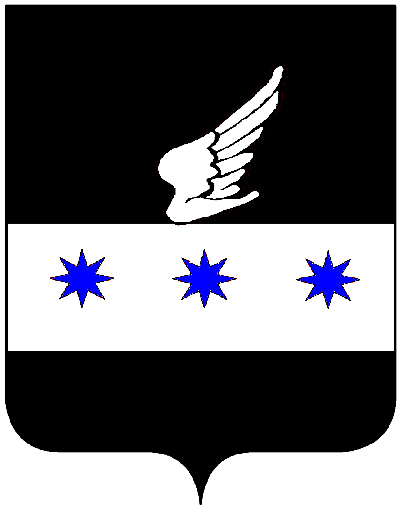
Di nero, alla fascia abbassata d'argento, ... e sostenente un semivolo sinistro del secondo
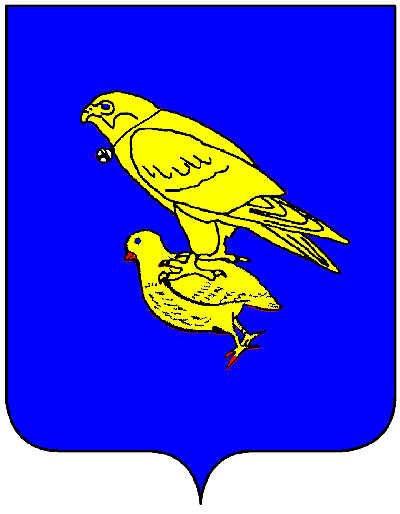
D'azzurro, a un falcone d'oro, ..., afferrante una pernice del secondo, ...
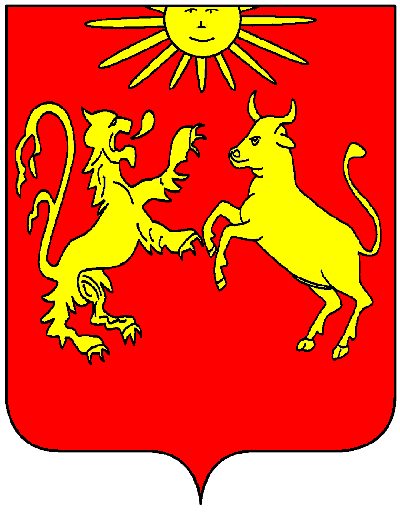
Di rosso, a un leone e un toro d'oro, ...; al sole del secondo, ...
Di rosso, al castello di due torri d'argento, ..., battuto dal mare del secondo, ...
D'argento, all'elefante di nero, allumato del campo, difeso, unghiato e gualdrappato d'oro e sostenente una torre di rosso aperta e finestrata del secondo

### Dell'uno nell'altro

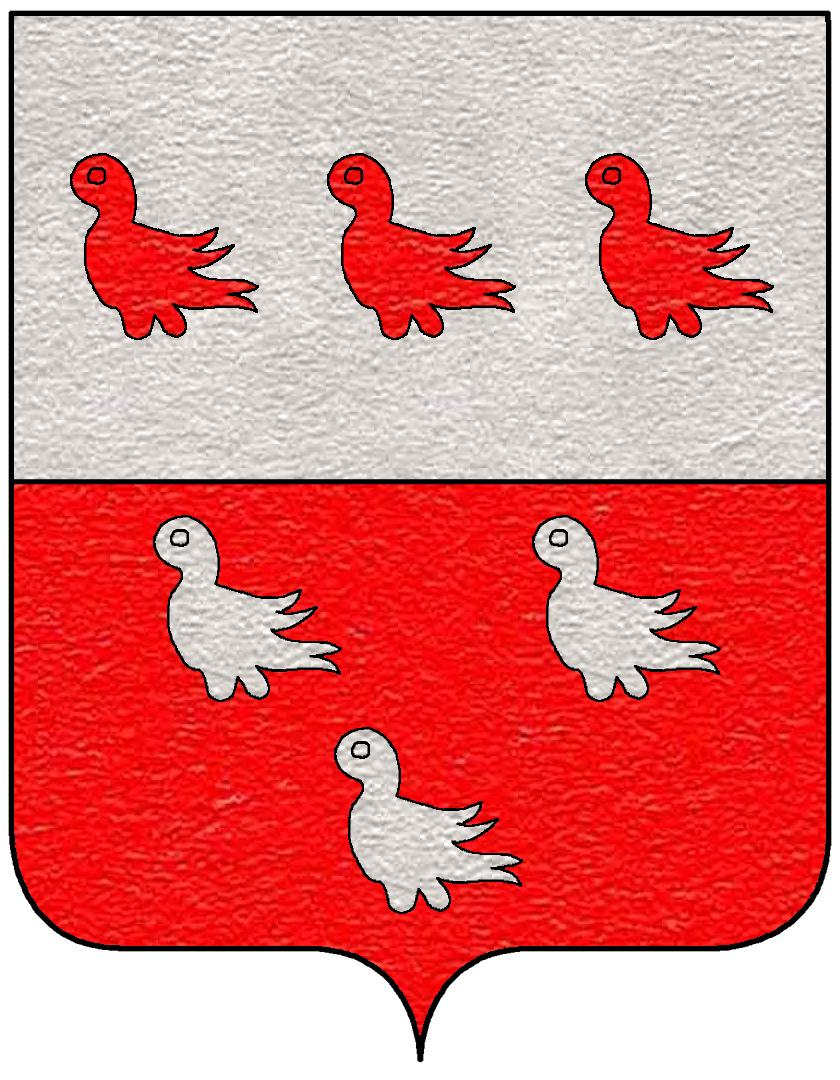
Troncato d'argento e di rosso, a sei merlotti dell'uno nell'altro, posti in fascia nel primo (e 2 e 1 nel secondo)
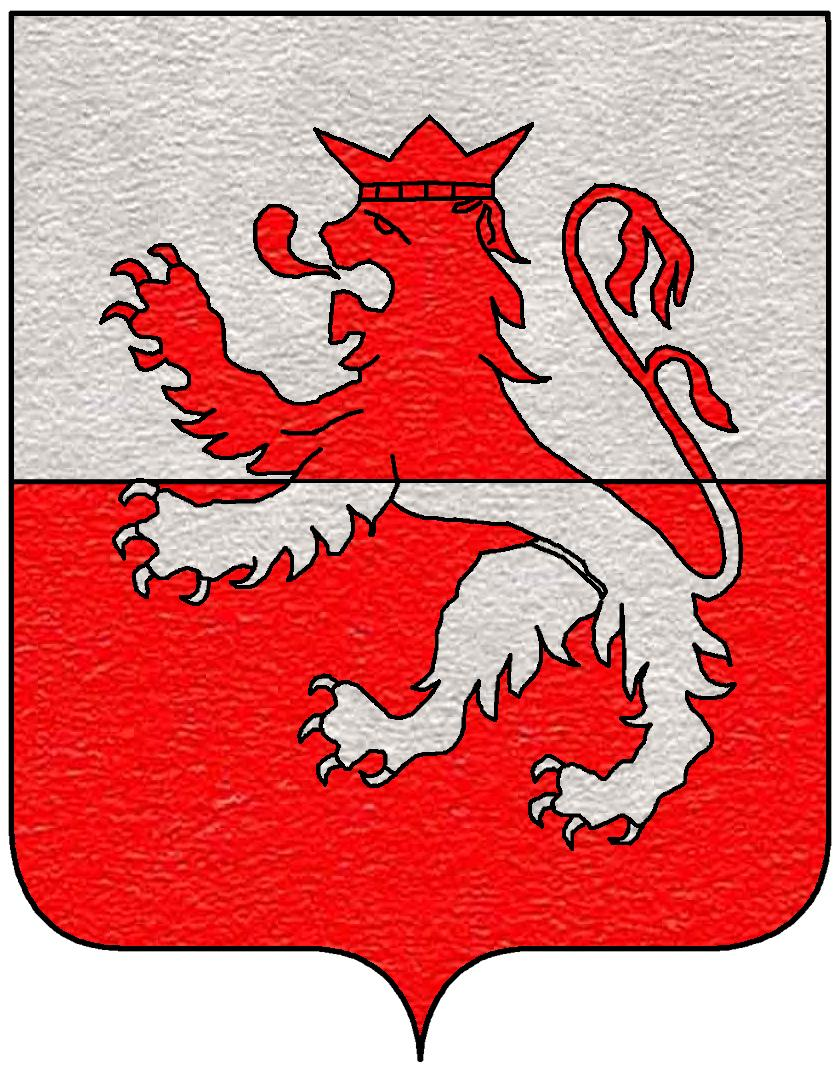
Troncato d’argento e di rosso, al leone coronato dell'uno all'altro
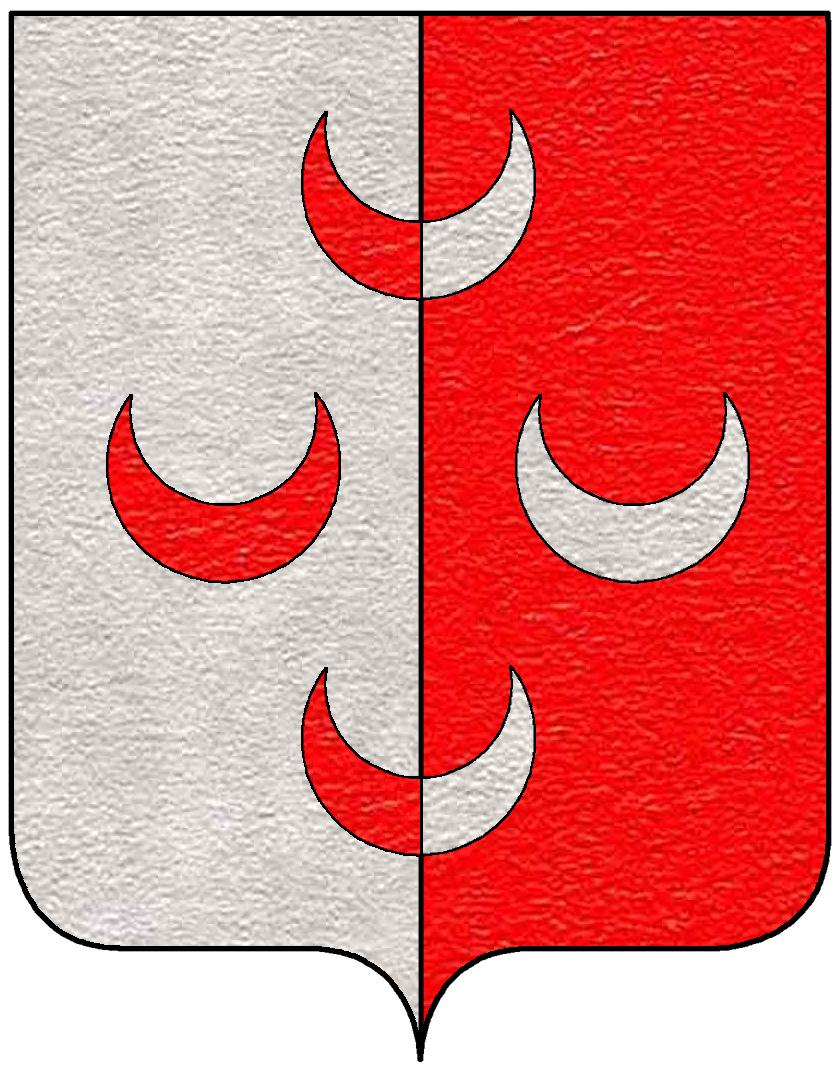
Partito d'argento e di rosso, a quattro crescenti (montanti), 1.2.1, quello in capo e quello in punta dell'uno all'altro, e i due ai lati dell'uno nell'altro
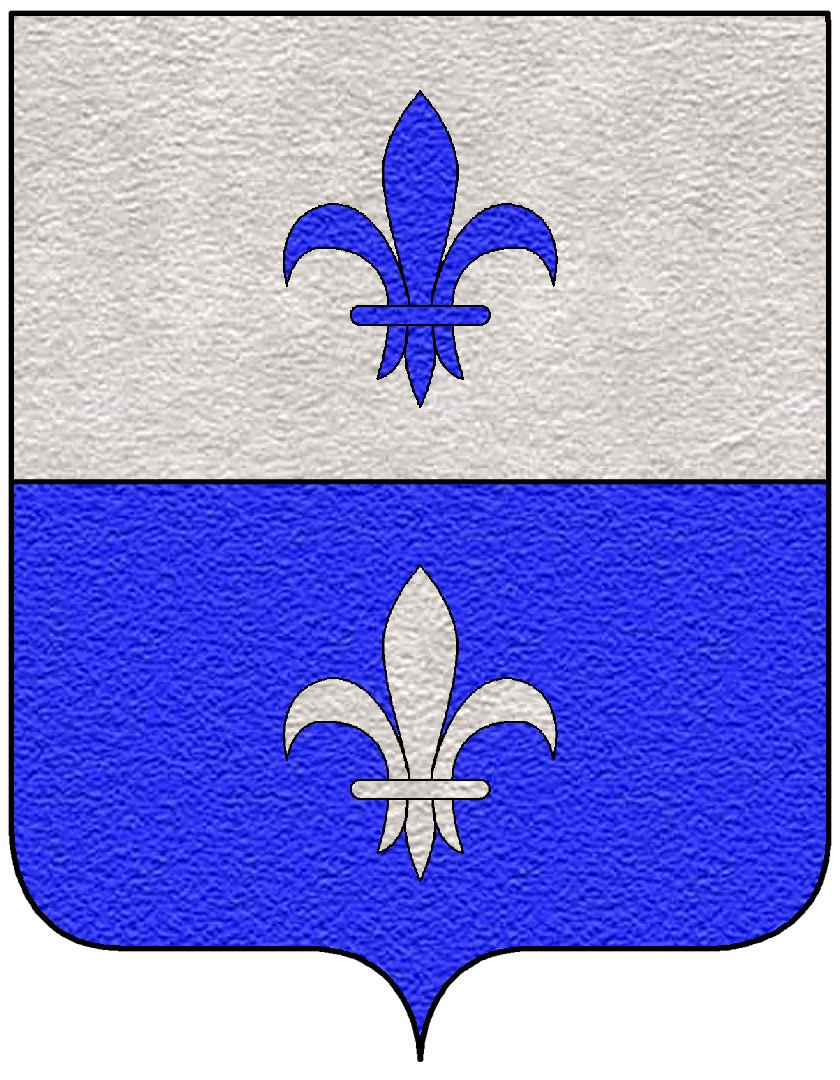
Troncato d'argento e d'azzurro, a due gigli dell'uno nell'altro
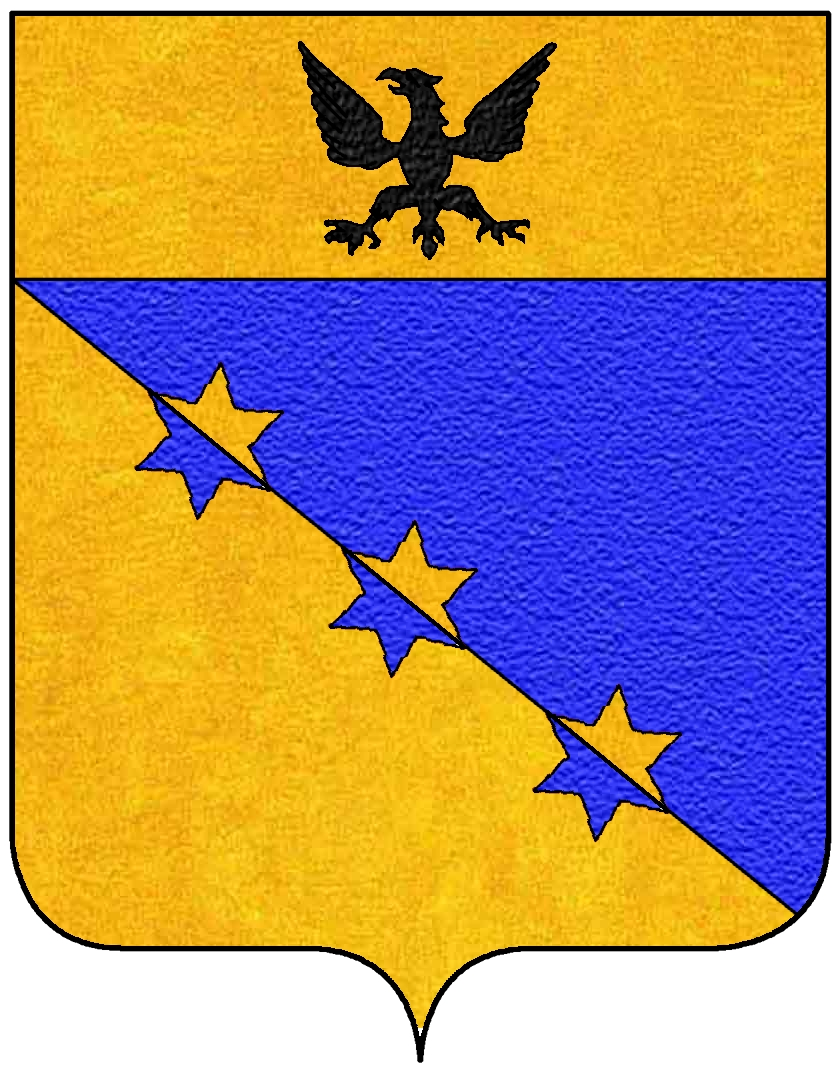
Trinciato d'azzurro e d'oro, a 3 stelle (6) dell'uno all'altro; il capo d'oro, caricato di un'aquila spiegata di nero
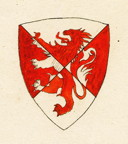
Inquartato decussato d'argento e di rosso, al leone attraversante dell'uno all'altro

### Gigliato

D'oro, gigliato di verde, Alternativamente anche: d'oro, seminato di gigli di verde
Banda d'argento, accostata da due cotisse gigliate (Dipartimento del Basso Reno, Francia)
Trinciato gigliato di rosso e d'oro
Di rosso, alla sbarra d'oro gigliata.
Di rosso, al capo gigliato d'oro.
Partito gigliato d'oro e di rosso.
Troncato gigliato d'oro e di rosso.

### Sparso

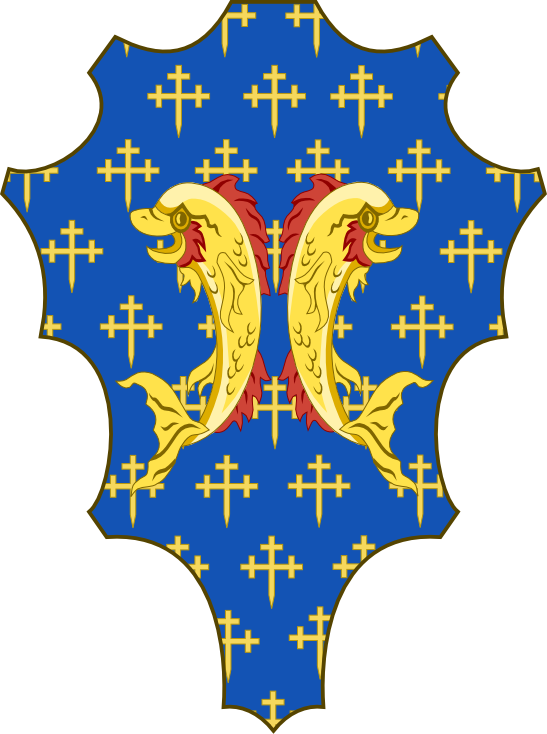
Sparso di crocette pomettate e fitte (famiglia Pazzi)
Seminato di crocette (Ducato di Bar)
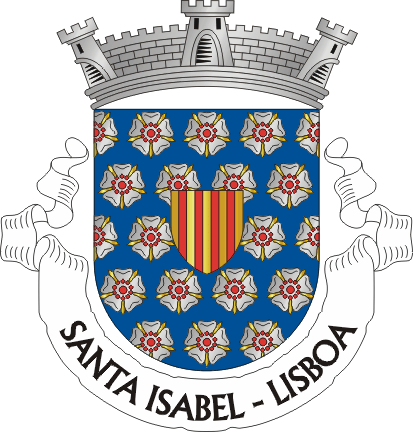
Sparso di rosette (freguesia di Santa Isabel, Portogallo)
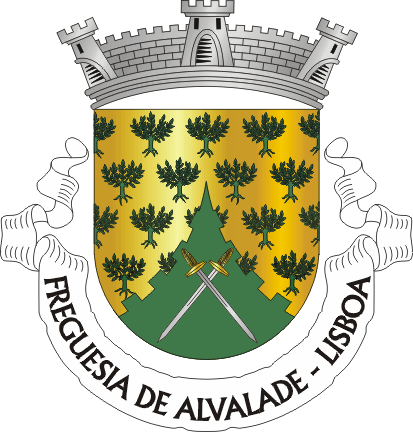
Sparso d'alberi di verde (freguesia di Alvalade, Portogallo)
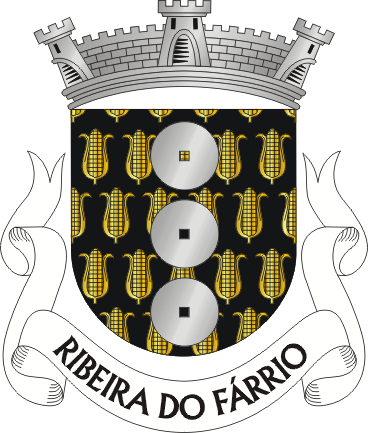
Sparso di spighe (Ribeira do Fárrio, Portogallo)
Banda d'azzurro gigliata d'oro (Chanteloup-les-Vignes, Francia)
Fasciato di sei pezzi d'oro e d'azzurro, seminato di gigli dell'uno all'altro (Beaugency, Francia)
D'azzurro, seminato di gigli d'oro (Francia antica) (stemma della Francia capetingia 1328–1376)
D'argento, seminato di rosette di rosso
Leone d'azzurro, gigliato d'oro (Compiègne, Francia)
D'oro, seminato di gigli e di torri d'azzurro (famiglia de Simiane)
Seminato di ferri di lancia di nero (Louisfert, Francia)